# Andreja Klepač
Andreja Klepač (Koper, 1986. március 13. –) szlovén hivatásos teniszezőnő, olimpikon.
2004-ben lett profi játékos. Egyéniben WTA-tornát egyelőre nem sikerült nyernie, egy döntőt játszott 2008-ban Budapesten. Párosban 11 alkalommal végzett az első helyen, emellett egyéniben három, párosban 14 ITF-tornán győzött. A világranglistán a legjobb helyezése egyéniben a 99. hely, amelyet 2008. július 14-én ért el, párosban a 11. helyen állt 2022. április 11-én.
A Grand Slam-tornákon a legjobb eredményét vegyes párosban érte el a 2016-os Australian Openen, ahol az elődöntőig jutott. Párosban negyeddöntős volt a 2015-ös és a 2019-es Australian Openen, a 2015-ös, a 2016-os és a 2017-es US Openen, a 2018-as és a 2021-es Roland Garoson, valamint a 2022-es wimbledoni teniszbajnokságon is.
Szlovénia képviseletében vett részt női párosban a 2012-es londoni olimpián. 2004 óta játszik Szlovénia Fed-kupa-válogatottjában.

## WTA-döntői

### Egyéni
| Összesítés                    |
| Grand Slam-torna (0)          |
| WTA 1000 (mandatory)* (0)     |
| WTA 1000 (non-mandatory)* (0) |
| WTA 500* (0)                  |
| WTA 250* (0)                  |

#### Elveszített döntői (1)
| No. | Dátum            | Helyszín               | Borítás | Ellenfél a döntőben | Eredmény a döntőben | Eredmény a döntőben |
| 1.  | 2008. július 13. | Budapest, Magyarország | Salak   | Alizé Cornet        | 6–7(5), 3–6         | (részletek)         |

### Páros

#### Győzelmei (11)
| Összesítés            |                               |
| Grand Slam-torna (0)  |                               |
| Premier Mandatory (0) | WTA 1000 (mandatory)* (0)     |
| Premier Five (1)      | WTA 1000 (non-mandatory)* (0) |
| Premier (2)           | WTA 500* (2)                  |
| International (4)     | WTA 250* (1)                  |
| WTA Elite Trophy (1)  |                               |

*2021-től megváltozott a tornák kategóriáinak elnevezése.
|     | Dátum                | Torna                                             | Borítás      | Partner                     | Ellenfelek a döntőben                  | Eredmény a döntőben | Eredmény a döntőben |
| 1.  | 2013. július 21.     | Gastein Ladies, Bad Gastein, Ausztria             | Salak        | Sandra Klemenschits         | Kristina Barrois Eléni Danjilídu       | 6–1, 6–4            |                     |
| 2.  | 2014. július 20.     | Swedish Open, Båstad, Svédország                  | Salak        | María Teresa Torró Flor     | Jocelyn Rae Anna Smith                 | 6–1, 6–1            |                     |
| 3.  | 2014. augusztus 23.  | Connecticut Open, New Haven, Egyesült Államok     | Kemény       | Sílvia Soler Espinosa       | Marina Eraković Arantxa Parra Santonja | 7–5, 4–6, [10–7]    |                     |
| 4.  | 2015. szeptember 27. | Kia Korea Open, Szöul, Dél-Korea                  | Kemény       | Lara Arruabarrena Vecino    | Kiki Bertens Johanna Larsson           | 2–6, 6–3, [10–6]    |                     |
| 5.  | 2017. szeptember 23. | Toray Pan Pacific Open, Tokió, Japán              | Kemény       | María José Martínez Sánchez | Daria Gavrilova Darja Kaszatkina       | 6–3, 6–2            |                     |
| 6.  | 2018. június 24.     | Mallorca Open, Mallorca, Spanyolország            | Fű           | María José Martínez Sánchez | Lucie Šafářová Barbora Štefková        | 6–1, 3–6, [10–3]    |                     |
| 7.  | 2019. augusztus 17.  | Cincinnati Masters, Cincinnati, Egyesült Államok  | Kemény       | Lucie Hradecká              | Anna-Lena Grönefeld Demi Schuurs       | 6–4, 6–1            |                     |
| 8.  | 2019. október 27.    | WTA Elite Trophy, Csuhaj, Kína                    | Kemény (f)   | Ljudmila Kicsenok           | Tuan Jing-jong Jang Csao-hszüan        | 6–3, 6–3            |                     |
| 9.  | 2021. június 26.     | Bad Homburg Open, Bad Homburg, Németország        | Fű           | Darija Jurak                | Nagyija Kicsenok Raluca Olaru          | 6–3, 6–1            |                     |
| 10. | 2021. augusztus 8.   | Silicon Valley Classic, San José, Kalifornia, USA | Kemény       | Darija Jurak                | Gabriela Dabrowski Luisa Stefani       | 6–1, 7–5            |                     |
| 11. | 2022. április 10.    | WTA Charleston, Charleston, Dél-Karolína, USA     | Salak (zöld) | Magda Linette               | Lucie Hradecká Szánija Mirza           | 6–2, 4–6, [10–7]    |                     |

#### Elveszített döntői (12)
|     | Dátum                | Torna                                             | Borítás      | Partner                     | Ellenfelek a döntőben                              | Eredmény a döntőben | Eredmény a döntőben |
| 1.  | 2007. szeptember 23. | Banka Koper Slovenia Open, Portorož, Szlovénia    | Kemény       | Jelena Lihovceva            | Lucie Hradecká Renata Voráčová                     | 7–5, 4–6, [7–10]    |                     |
| 2.  | 2009. április 19.    | Barcelona Ladies Open, Barcelona, Spanyolország   | Salak        | Sorana Cîrstea              | Nuria Llagostera Vives María José Martínez Sánchez | 6–3, 2–6, [8–10]    |                     |
| 3.  | 2014. július 13.     | Gastein Ladies, Bad Gastein, Ausztria             | Salak        | María Teresa Torró Flor     | Karolína Plíšková Kristýna Plíšková                | 6–4, 3–6, [6–10]    |                     |
| 4.  | 2014. október 12.    | Tianjin Open, Tiencsin, Kína                      | Kemény       | Sorana Cîrstea              | Alla Kudrjavceva Anastasia Rodionova               | 7–6(6), 2–6, [8–10] |                     |
| 5.  | 2015. augusztus 8.   | Citi Open, Washington, Egyesült Államok           | Kemény       | Lara Arruabarrena Vecino    | Belinda Bencic Kristina Mladenovic                 | 5–7, 6–7(7)         |                     |
| 6.  | 2015. október 18.    | Hong Kong Open, Hongkong                          | Kemény       | Lara Arruabarrena Vecino    | Alizé Cornet Jaroszlava Svedova                    | 5–7, 4–6            |                     |
| 7.  | 2018. január 6.      | Brisbane International, Brisbane, Ausztrália      | Kemény       | María José Martínez Sánchez | Kiki Bertens Demi Schuurs                          | 5–7, 2–6            |                     |
| 8.  | 2018. február 18.    | Qatar Total Open, Doha, Katar                     | Kemény       | María José Martínez Sánchez | Gabriela Dabrowski Jeļena Ostapenko                | 3–6, 3–6            |                     |
| 9.  | 2018. április 8.     | Volvo Car Open, Charleston, USA                   | Salak (zöld) | María José Martínez Sánchez | Alla Kudrjavceva Katarina Srebotnik                | 3–6, 3–6            |                     |
| 10. | 2021. május 22.      | Emilia Romagna Open, Montechiarugolo, Olaszország | Salak        | Darija Jurak                | Cori Gauff Catherine McNally                       | 2–6, 3–6            |                     |
| 11. | 2021. augusztus 15.  | Canada Open, Montréal, Kanada                     | Kemény       | Darija Jurak                | Gabriela Dabrowski Luisa Stefani                   | 3–6, 4–6            |                     |
| 12. | 2022. január 8.      | Adelaide International, Adelaide, Ausztrália      | Kemény       | Darija Jurak                | Ashleigh Barty Storm Sanders                       | 1–6, 4–6            |                     |

## ITF-döntői

### Egyéni 7 (3–4)
| $100,000 torna |
| $75,000 torna  |
| $50,000 torna  |
| $25,000 torna  |
| $10,000 torna  |

| Eredmény | No. | Dátum               | Torna                              | Borítás | Ellenfél               | Eredmény         |
| Döntős   | 1.  | 2004. augusztus 23. | Maribor, Szlovénia                 | Salak   | Maša Zec Peškirič      | 6–2, 7–5         |
| Győztes  | 1.  | 2005. április 25.   | Rabat, Marokkó                     | Salak   | Dominika Cibulková     | 6–1, 3–6, 6–4    |
| Döntős   | 2.  | 2006. március 27.   | Abu-Dzabi, Egyesült Arab Emírségek | Kemény  | Katerina Avdijenko     | 6–4, 6–2         |
| Győztes  | 2.  | 2006. júéius 11.    | Toruń, Lengyelország               | Salak   | Joanna Sakowicz        | 6–0, 6–2         |
| Döntős   | 3.  | 2006. július 18.    | Dnyipro, Ukrajna                   | Salak   | Hrisztina Antonyijcsuk | 6–3, 6–7(5), 6–4 |
| Győztes  | 3.  | 2006. augusztus 22. | Maribor, Szlovénia                 | Salak   | Dia Evtimova           | 6–4, 2–6, 6–3    |
| Döntős   | 4.  | 2011. március 8.    | Irapuato, Mexikó                   | Kemény  | Marina Eraković        | 7–5, 6–4         |

### Páros 22 (14–8)
| $100,000 torna |
| $75,000 torna  |
| $50,000 torna  |
| $25,000 torna  |
| $10,000 torna  |

| Eredmény | No. | Dátum                | Torna                              | Borítás    | Partner                      | Ellenfél                                  | Eredmény             |
| Győztes  | 1.  | 2005. április 25.    | Rabat, Marokkó                     | Salak      | Anett Kaasik                 | Meryem El Haddad Habiba Ifrakh            | 6–0, 6–2             |
| Győztes  | 2.  | 2005. szeptember 6.  | Madrid, Spanyolország              | Kemény     | Nika Ožegović                | Kelly Liggan Seda Noorlander              | 6–3, 6–3             |
| Győztes  | 3.  | 2006. március 27.    | Abu-Dzabi, Egyesült Arab Emírségek | Kemény     | Petra Cetkovská              | Katerina Avdijenko Krisztina Grigorian    | 6–1, 6–3             |
| Döntős   | 1.  | 2006. június 28.     | Padova, Olaszország                | Salak      | Larissa Carvalho             | Darija Jurak Renata Voráčová              | 6–4, 6–3             |
| Győztes  | 4.  | 2006. július 11.     | Toruń, Lengyelország               | Salak      | Kacjarina Dzehalevics        | Gallovits-Hall Edina Lenka Tvarošková     | 7–6(5), 6–4          |
| Győztes  | 5.  | 2006. augusztus 29.  | Alphen aan den Rijn, Hollandia     | Salak      | Danica Krstajić              | Leslie Butkiewicz Caroline Maes           | 6–2, 7–6(1)          |
| Győztes  | 6.  | 2007. április 2.     | Putignano, Olaszország             | Kemény     | Monica Niculescu             | Jessica Kirkland Carmen Klaschka          | 6–2, 7–5             |
| Győztes  | 7.  | 2007. július 30.     | Rimini, Olaszország                | Salak      | Maret Ani                    | Karolina Jovanović Mervana Jugić-Salkić   | 6–4, 6–0             |
| Döntős   | 2.  | 2009. szeptember 22. | Saint-Malo, Franciaország          | Salak      | Aurélie Védy                 | Bacsinszky Tímea Tathiana Garbin          | 6–3 visszalépett     |
| Győztes  | 8.  | 2009. december 2.    | Přerov, Csehország                 | Kemény (f) | Sandra Klemenschits          | Darija Jurak Marosi Katalin               | 7–6(3), 3–6, [10–7]  |
| Döntős   | 3.  | 2010. május 3.       | Rio de Janeiro, Brazília           | Salak      | María Fernanda Álvarez Terán | Bianca Botto Amanda Carreras              | 3–6, 6–4, [10–8]     |
| Győztes  | 9.  | 2010. június 1.      | Maribor, Szlovénia                 | Salak      | Tadeja Majerič               | Alekszandra Panova Kszenyija Pervak       | 6–3, 7–6(6)          |
| Győztes  | 10. | 2010. június 14.     | Padova, Olaszország                | Salak      | Sandra Klemenschits          | Claudia Giovine Valentina Sulpizio        | 4–6, 6–4, [10–5]     |
| Győztes  | 11. | 2010. június 21.     | Getxo, Spanyolország               | Salak      | Sandra Klemenschits          | Lu Csing-csing Laura Siegemund            | 6–0, 6–0             |
| Döntős   | 4.  | 2010. június 29.     | Cuneo, Olaszország                 | Salak      | Sorana Cîrstea               | Eva Birnerová Lucie Hradecká              | 3–6, 6–4, [10–8]     |
| Döntős   | 5.  | 2010. szeptember 7.  | Biella, Olaszország                | Salak      | Aurélie Védy                 | Marija Koritceva Raluca Olaru             | 7–5, 6–4             |
| Döntős   | 6.  | 2010. szeptember 14. | Mestre, Olaszország                | Salak      | Eva Birnerová                | Claudia Giovine Karin Knapp               | 6–7(6), 7–5, [13–11] |
| Döntős   | 7.  | 2010. október 4.     | Jounieh, Libanon                   | Salak      | Eva Birnerová                | Petra Cetkovská Renata Voráčová           | 7–5, 6–2             |
| Döntős   | 8.  | 2011. június 28.     | Toruń, Lengyelország               | Salak      | Gallovits-Hall Edina         | Stéphanie Foretz Gacon Tatjana Malek      | 6–2, 7–5             |
| Győztes  | 12. | 2011. augusztus 8.   | Kazany, Oroszország                | Kemény     | Ekaterina Lopes              | Vitalija Gyjacsenko Alekszandra Panova    | játék nélkül         |
| Győztes  | 13. | 2013. június 4.      | Marseille, Franciaország           | Salak      | Sandra Klemenschits          | Asia Muhammad Allie Will                  | 1–6, 6–4, [10–5]     |
| Győztes  | 14. | 2019. december 15.   | Dubaj, Egyesült Arab Emírségek     | Kemény     | Lucie Hradecká               | Georgina García Pérez Sara Sorribes Tormo | 7–5, 3–6, [10–8]     |

## Eredményei Grand Slam-tornákon

### Páros
| Grand Slam | Australian Open                 | Australian Open                       | Roland Garros                   | Roland Garros                         | Wimbledon                  | Wimbledon                              | US Open                         | US Open                               |
| Év         | Eredmény Partner                | Utolsó ellenfél                       | Eredmény Partner                | Utolsó ellenfél                       | Eredmény Partner           | Utolsó ellenfél                        | Eredmény Partner                | Utolsó ellenfél                       |
| 2009       | –                               | –                                     | 2. kör K Dzehalevics            | A Medina Garrigues V Ruano Pascual    | Selejtező (Q1)             | Selejtező (Q1)                         | –                               | –                                     |
| 2010       | –                               | –                                     | –                               | –                                     | –                          | –                                      | –                               | –                                     |
| 2011       | –                               | –                                     | –                               | –                                     | 1. kör Sofia Arvidsson     | MJ Martínez Sánchez A Medina Garrigues | 3. kör Ana Tatisvili            | Andrea Hlaváčková Lucie Hradecká      |
| 2012       | 3. kör Alicja Rosolska          | Liezel Huber Lisa Raymond             | 1. kör Alicja Rosolska          | R Kops-Jones Abigail Spears           | 2. kör Anastasia Rodionova | N Llagostera Vives MJ Martínez Sánchez | 1. kör Polona Hercog            | Vania King J Svedova                  |
| 2013       | 1. kör Ana Tatisvili            | Han Hszin-jün Csou Ji-miao            | –                               | –                                     | –                          | –                                      | 2. kör Sandra Klemenschits      | Andrea Hlaváčková Lucie Hradecká      |
| 2014       | 1. kör Darija Jurak             | M Adamczak Olivia Rogowska            | 2. kör MT Torró Flor            | Garbiñe Muguruza C Suárez Navarro     | 1. kör MT Torró Flor       | Eva Hrdinová Bojana Jovanovski         | 1. kör MT Torró Flor            | Sara Errani Roberta Vinci             |
| 2015       | Negyeddöntő K Jans-Ignacik      | Csan Jung-zsan Cseng Csie             | 1. kör K Jans-Ignacik           | Janette Husárová Paula Kania          | 1. kör K Jans-Ignacik      | Date Kimiko F Schiavone                | Negyeddöntő Lara Arruabarrena   | Sara Errani Flavia Pennetta           |
| 2016       | 1. kör Lara Arruabarrena        | An Rodionova Ar Rodionova             | 3. kör Katarina Srebotnik       | Andrea Hlaváčková Lucie Hradecká      | 1. kör Katarina Srebotnik  | Serena Williams Venus Williams         | Negyeddöntő Katarina Srebotnik  | J Makarova J Vesznyina                |
| 2017       | 3. kör MJ Martínez Sánchez      | Andrea Hlaváčková Peng Suaj           | 3. kör MJ Martínez Sánchez      | J Makarova J Vesznyina                | 3. kör MJ Martínez Sánchez | J Makarova J Vesznyina                 | Negyeddöntő MJ Martínez Sánchez | Lucie Hradecká Kateřina Siniaková     |
| 2018       | 1. kör MJ Martínez Sánchez      | Viktorija Golubic Nina Stojanović     | Negyeddöntő MJ Martínez Sánchez | Barbora Krejčíková Kateřina Siniaková | 3. kör MJ Martínez Sánchez | I-C Begu Mihaela Buzărnescu            | 1. kör MJ Martínez Sánchez      | A Pavljucsenkova Anastasija Sevastova |
| 2019       | Negyeddöntő MJ Martínez Sánchez | Barbora Strýcová Markéta Vondroušová  | 3. kör Lucie Hradecká           | Nicole Melichar Květa Peschke         | 1. kör Lucie Hradecká      | María Szákari Ajla Tomljanović         | 1. kör Lucie Hradecká           | Unsz Dzsábir Stollár Fanny            |
| 2020       | 1. kör Lucie Hradecká           | Hibino Nao Ninomija Makoto            | 1. kör Lucie Hradecká           | Marta Kosztyuk A Szasznovics          | elmaradt                   | elmaradt                               | 2. kör Lucie Hradecká           | Asia Muhammad Taylor Townsend         |
| 2021       | 2. kör Kirsten Flipkens         | Aliona Bolsova Jasmine Paolini        | Negyeddöntő Darija Jurak        | B Mattek-Sands Iga Świątek            | 1. kör Darija Jurak        | Petra Martić Shelby Rogers             | 3. kör Darija Jurak             | Cori Gauff Catherine McNally          |
| 2022       | 1. kör Darija Jurak             | Tereza Martincová Markéta Vondroušová | 1. kör Alexa Guarachi           | Ulrikke Eikeri Catherine Harrison     | Negyeddöntő Alexa Guarachi | Elise Mertens Csang Suaj               | 3. kör Alexa Guarachi           | Kirsten Flipkens S Sorribes Tormo     |

## Év végi világranglista-helyezései
| Év     | 2004 | 2005 | 2006 | 2007 | 2008 | 2009 | 2010 | 2011 | 2012 | 2013 | 2014 | 2015 | 2016  | 2017 | 2018 | 2019 | 2020 | 2021 |
| Egyéni | 412. | 298. | 216. | 137. | 131. | 259. | 323. | 337. | 508. | 830. | 833. | –    | 1175. | –    | –    | –    | –    | –    |
| Páros  | 426. | 309. | 184. | 177. | 118. | 94.  | 100. | 64.  | 78.  | 67.  | 43.  | 25.  | 29.   | 24.  | 18.  | 30.  | 39.  | 19.  |